# Xiphorhynchus flavigaster
Xiphorhynchus flavigaster е вид птица от семейство Furnariidae.

## Разпространение
Видът е разпространен в Белиз, Гватемала, Коста Рика, Мексико, Никарагуа, Салвадор и Хондурас.